# ボー・ピープはどこに?
『ボー・ピープはどこに?』（原題：Lamp Life）は、ピクサー・アニメーション・スタジオ製作による『トイ・ストーリー』の短編アニメーション。

## 概要
アメリカで「Disney+」にて独占配信されたオリジナル短編アニメ。『トイ・ストーリー4』の後日談とされるが、『トイ・ストーリー2』から『トイ・ストーリー4』の間の出来事を回想形式で語るスピンオフ作品。
本作のウッディの声は、長編映画やテレビスペシャル作品で演じていたトム・ハンクスではなく、玩具やアトラクションイベントなどで声を担当している弟のジム・ハンクスが担当している。日本語吹き替えも長編で担当している唐沢寿明ではなく、松本保典が担当している。
日本ではDisney+のサービス開始日である2020年6月11日（木曜日）に『フォーキーのコレって何?』（第1話）と同時に配信が開始されている。

## あらすじ
移動遊園地の晩、前作でウッディと再会を果たしたボー・ピープは、元の持ち主だったアンディ・デイビスの家から引き取られた後の過去を振り返る。

## 登場キャラクター
ボー・ピープ（Bo Peep）
本作の主人公。元の持ち主だったアンディの妹のモリーの部屋の電気スタンドに付属していた陶器製の飾り羊飼いの少女の人形。
ウッディ（Woody）
ボーの恋人。元の持ち主だったアンディ（2番目の持ち主はボニー）の昔ながらのカウボーイ人形。
保安官バッジとボイスボックスは前作のエンディングで欠損しており、バズ達と別れた後はボー達と移動遊園地で各地を回っている。
ギグル・マクディンプルズ（Giggle McDimples）
ボーの親友。アンティークショップで知り合い、ボーの脱走計画に協力していた。
『フォーキーのコレって何?』では、リブ・ティクルズという相棒が登場している。
ビリー&ゴート&グラフ（Billy, Goat, and Gruff）
ボーの電気スタンドに付属する羊の飾り人形。
デューク・カブーン（Duke Caboom）
カナダのスタントマンの人形。おもちゃのバイクに乗っている。現在はウッディやボー達と移動遊園地で各地を回っている。
本作では回想シーンのみの登場で、セカンド・チャンス・アンティークで知り合ったボーの脱走計画に協力していた。
ギャビー・ギャビー（Gabby Gabby）
アンティーク人形。前作のディズニー・ヴィランズだったが、ウッディ達と和解し移動遊園地で迷子になっていた少女と出会ってから自分の持ち主になってもらっている。
回想シーンのみの登場で、取り巻きのベンソンと共にアンティークショップの中を監視していた。
ベンソン（The Bensons）
アンティークの腹話術人形達。ギャビーの右腕。全部で4人登場している。
回想シーンのみの登場で、ギャビーと共にアンティークショップの中を監視しており、ボー達を逃がしてしまう

## 声の出演
| 役名                     | 役名                     | 原語版声優         | 日本語吹替                 |
| ------------------------ | ------------------------ | ------------------ | -------------------------- |
| ボー・ピープ             | ボー・ピープ             | アニー・ポッツ     | 戸田恵子                   |
| ウッディ                 | ウッディ                 | ジム・ハンクス     | 松本保典                   |
| ギグル・マクディンプルズ | ギグル・マクディンプルズ | アリー・マキ       | 竹内順子                   |
| ビリー&ゴート&グラフ     | ビリー&ゴート&グラフ     | エミリー・デイビス | 原語版流用                 |
| ママ                     | ママ                     |                    | 久嶋志帆 髙瀨友            |
| 少女                     | 少女                     |                    | 保榮茂愛 本保佳音 小澤美優 |
| 男性                     | 男性                     |                    | 若林佑                     |